# Confrontos entre Atlético Mineiro e Villa Nova no futebol
Galo versus Leão é o mais antigo clássico de futebol do Estado brasileiro de Minas Gerais , que envolve as equipes do Clube Atlético Mineiro (o Galo) e o Villa Nova Atlético Clube (o Leão), equipes que se enfrentam desde 14 de julho de 1912 , na vitória do Atlético por 5 a 1.

## História
O maior público deste clássico  antes da Era Mineirão, aconteceu no Estádio Independência em um grande momento deste confronto. Em virtude do mau estado do gramado, por conta da  tempestade que aconteceu durante a preliminar, o árbitro, Francisco Trindade, adiou a segunda partida da melhor de três que decidiu o Campeonato Mineiro de 1951, do dia 20 de janeiro, para o dia 24 de janeiro de 1952, mas como tinham sido vendidos 11.123 ingressos anteriormente, a Federação Mineira deliberou que o jogo fosse realizado com portões abertos e estima-se que cerca de 40.000 pessoas tenham assistido esta partida. Nesta melhor de três, o Villa empatou as duas primeiras por 1 a 1 e 2 a 1, vindo a vencer a terceira partida por 1 a 0, gol de Vaduca aos 5' do 2º tempo, sagrando-se campeão,  perante 20.000 espectadores. 
A vitória do Villa Nova sobre o Atlético por 3 a 2, no Estádio do Mineirão em 21 de janeiro de 2007, na presença de 19.031 torcedores (16.558 pagantes), representou o fim de um jejum que durou quase 25 anos sem vitória do Villa sobre o Atlético no Mineirão, pois a última vitória havia acontecido em 29 de agosto de 1982, quando os alvirubros venceram por 2 a 1, perante 13.854 espectadores. 
Já a última vitória do Leão fora do Mineirão havia acontecido no dia 20 de maio de 2001 em seu estádio, o Castor Cifuentes, quando o Villa venceu por 1 a 0. Neste mesmo ano o Villa havia vencido o Galo por 4 a 2, mas o jogo havia sido no Estádio Independência, arrendado pelo América .
O clássico disputado pelo Campeonato Mineiro de 2008, em Nova Lima, teve uma comemoração especial, pois nele foi disputada a Taça Clássico 200 Anos, cujo nome é uma menção ao fato de Atlético e Villa Nova, equipes mais antigas de Minas Gerais, estarem comemorando o centenário neste ano. Em campo deu Galo: 2 a 0.
Na primeira partida disputada entre Galo e Leão no Novo Mineirão, em 21 de abril de 2013, após reformas que visavam aumentar o conforto e segurança dos torcedores, estabeleceu-se o recorde de público deste confronto, com 48.525 torcedores (47.625 pagantes), em partida que terminou com vitória atleticana por 2 a 1.
O Clássico da Bengala
- Texto de Wagner Augusto de Freitas, historiador e assessor de imprensa do Villa Nova.

Decisão do Campeonato Mineiro de 1934                             
Villa Nova e Atlético chegaram à última rodada do Campeonato Mineiro, que era disputado em turno e returno, com pontos corridos, em condições de decidir o título no clássico que seria disputado entre eles no Estádio Castor Cifuentes. O Galo tinha um ponto à frente do Villa Nova e bastava o empate para se sagrar campeão pela primeira vez na era do profissionalismo. O Leão do Bonfim precisava vencer para levantar o bicampeonato mineiro (ou tricampeonato, se levarmos em consideração que o Villa já tinha vencido o torneio promovido pela AMEG, uma entidade dissidente, em 1932).                      
O lendário Estadinho do Bonfim estava lotado, contando na tribuna de honra com as ilustres presenças do governador de Minas Gerais, Benedito Valadares, e do ministro da Agricultura, Odilon Braga. O primeiro tempo terminou empatado por 0 a 0, resultado que garantia o troféu ao Atlético. O Villa Nova inicia o segundo tempo com uma alteração que seria decisiva para os destinos da partida: a entrada do jovem atacante Perácio no lugar de Pascoal. 
Aos 24 minutos do segundo tempo, o ponta-direita villa-novense Tonho passa pela marcação de Mário Gomes e cruza no segundo pau. O ponta-esquerda Canhoto devolve a bola para o meio da grande área. Perácio aparece por trás da zaga atleticana e desfere uma forte cabeçada na bola que vai parar no fundo das redes do goleiro Armando Policeni. Gol do Villa Nova e aí começa uma tremenda confusão, com os jogadores do Galo alegando que a bola saíra no cruzamento de Tonho, voltando ao campo devido à ação de um torcedor do Leão que a empurrou com uma bengala, retornando-a ao gramado.
Os jogadores do Villa Nova negam veementemente a “bengalada” e a polícia não consegue controlar a situação. Já os atletas do Atlético estimulam a confusão para que a noite comece a escurecer o Castor Cifuentes (a iluminação do estádio só foi instalada em abril de 1982!). Por falta de garantias, o árbitro Guilherme Gomes, que havia sido importado do Rio de Janeiro a peso de ouro para apitar a decisão, resolve encerrar o jogo e sai de Nova lima sob forte esquema de segurança.                      
Começa, então, a batalha nos tribunais para se decidir o imbróglio criado com a suspensão da partida. O Villa Nova pleiteia a manutenção da vitória por 1 a 0, alegando que o Atlético forçou a confusão para encerrar o clássico e buscar a vitória no “tapetão”. O Galo insiste na anulação do jogo e a marcação de outro para Sabará, município vizinho a Nova Lima e sede do Esporte Clube Siderúrgica, grande rival do Leão do Bonfim naqueles tempos. Nem uma coisa, nem outra: numa decisão equilibrada, a Associação Mineira de Futebol, AMF, a entidade que organizava o Campeonato Mineiro à época, decidiu que os 21 minutos restantes seriam jogados realmente em campo neutro, porém, com os portões fechados. O complemento da decisão foi marcado realmente para o Estádio de Nossa Senhora da Praia do Ó, campo do Siderúrgica, mas os portões fechados impediram a estratégia do Atlético de contar com a simpatia dos torcedores locais, além dos seus próprios, para pressionar o Villa Nova.                            
Cinquenta dias após o polêmico lance da bengala, que entrou para os anais do rico folclore do futebol mineiro e nunca foi completamente esclarecido, embora os indícios sejam de que se tratou de uma tentativa de armação por parte do Atlético, os 21 minutos do clássico foram jogados em Sabará. O Villa Nova segurou o assédio atleticano e não permitiu o empate. Com a manutenção do 1 a 0 obtido com o gol de Perácio, que depois iria para o Botafogo e disputaria a Copa do Mundo de 1938 como titular absoluto, o Leão sagrou-se campeão mineiro de 1934.

## Estatísticas
- Último confronto considerado:

Villa Nova 1–1 Atlético, em 26 de janeiro de 2022.
| Estatísticas                                                           |     |
| Número de partidas                                                     | 243 |
| Vitórias do Atlético                                                   | 145 |
| Empates                                                                | 52  |
| Vitórias do Villa Nova                                                 | 44  |
| Gols pró Atlético                                                      | 498 |
| Gols pró Villa Nova                                                    | 263 |
| Resultados Desconhecidos: 15 de abril de 1917 e 13 de setembro de 1925 | 2   |

Campeonato Brasileiro Série A
Até hoje foi realizada uma única partida pelo Campeonato Brasileiro Série A, disputada no Estádio do Mineirão:
Atlético 1–0 Villa Nova-MG, 29 de março de 1978
Artilheiro
- Maior artilheiro do clássico: Lucas Miranda, do Atlético, 23 gols.

Maiores goleadas
- Maior goleada do Atlético sobre o Villa Nova: 7–1, 27 de outubro de 1940, Campeonato Mineiro.
- Maior goleada do Villa Nova sobre o Atlético: 6–1, 12 de junho de 1953, Amistoso.

## Maiores públicos
- Exceto rodadas duplas, acima de 20.000.[4]

1. Atlético 2–1 Villa Nova, 48.525, 21 de abril de 2013 (47.625 pagantes).
2. Villa Nova 1–0 Atlético, 40.000, 24 de janeiro de 1952.
3. Atlético 2–1 Villa Nova, 39.094, 22 de março de 2009 (38.106 pagantes).
4. Atlético 3–3 Villa Nova, 29.800, 23 de março de 1968.
5. Atlético 2–0 Villa Nova, 29.144, 6 de agosto de 1967.
6. Atlético 1–0 Villa Nova, 25.337, 25 de maio de 1997.
7. Atlético 0–1 Villa Nova, 25.000, 27 de janeiro de 1952.
8. Atlético 1–1 Villa Nova, 24.329, 7 de dezembro de 1967.